# Kobyłki Duże
Kobyłki Duże [pronunciación en polaco: /kɔˈbɨu̯ki ˈduʐɛ/] es un pueblo ubicado en el distrito administrativo de Gmina Grabica, dentro del Distrito de Piotrków, Voivodato de Łódź, en Polonia central. Se encuentra aproximadamente a 8 kilómetros al suroeste de Grabica, a 15 kilómetros al oeste de Piotrków Trybunalski, y a 39 kilómetros al sur de la capital regional Łódź.
El pueblo tiene una población de 100 habitantes.